# Amreli
Amreli (en guyaratí, અમરેલી ) es una ciudad de la India situada en el estado de Guyarat. Según el censo de 2011, tiene una población de 117 967 habitantes.
Es la capital del distrito de Amreli,

## Geografía
Está ubicada a una altitud de 128 metros sobre el nivel del mar, a unos 266 km por carretera de la capital estatal, Gandhinagar.